# (74469) 1999 CN52
(74469) 1999 CN52 – planetoida z pasa głównego asteroid okrążająca Słońce w ciągu 5,26 lat w średniej odległości 3,02 j.a. Odkryta 10 lutego 1999 roku.